# オートクレーブ

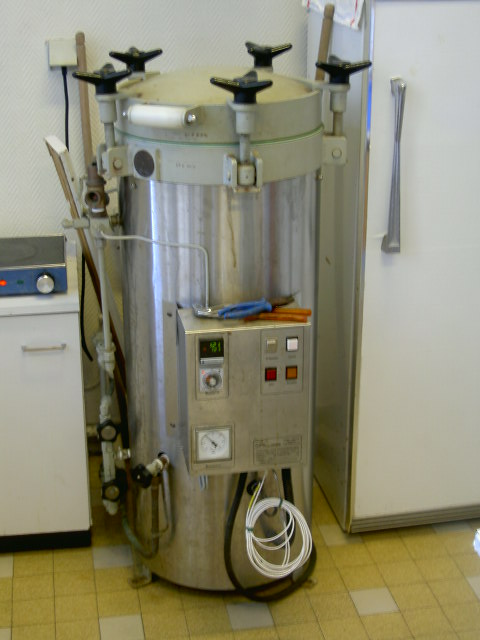
オートクレーブ

オートクレーブ（英: autoclave）とは、内部を高圧力にすることが可能な耐圧性の装置や容器、あるいはその装置を用いて行う処理のこと。
化学分野では特殊な化学反応を行うため、医学や生化学では病原体などを死滅させる滅菌処理（オートクレーブ滅菌）のため、工学では炭素繊維強化プラスチックなどの複合材の成形（オートクレーブ成形）や人工スレートなどのコンクリートの養生（オートクレーブ養生）のためなど、さまざまな分野でそれぞれ目的に応じて使用される。圧力鍋やそれを用いた調理もオートクレーブの一種である。

## 概要
高い圧力下では、多くの化学反応が常圧（1気圧）の場合よりも早く進行し、また常圧ではほとんど見られない反応も起きることが知られている。また水分を含む物体を加熱する場合、常圧下では1気圧の水の沸点である100 ℃付近で物体内部の水分の大部分が水蒸気に変わり失われてしまうが、高圧下では沸点が上昇し、100 ℃を大きく超える温度でも水分を保持させたまま物体を加熱することが可能となる。これによって、高温状態の水や水蒸気によって特定の化学反応を早く進行させたり、物体内部への浸透性を高めたりすることが可能である。これらの現象を利用して、耐圧容器（耐圧装置）の内部に飽和水蒸気や水素ガスなどの気体を入れて、さらに高圧（場合によっては高温高圧）にすることで、容器内部に入れた物体内部で特定の化学反応を早く進行させるのがオートクレーブの原理である。
水（水蒸気）を用いるオートクレーブ処理は、水を入れた密閉容器を加熱すれば高温高圧の状態が得られる、最も簡単なオートクレーブの例である。またその装置の機構も比較的単純ですむことから、医学や材料科学などさまざまな分野で利用されている。
オートクレーブ処理のための装置では、耐圧性かつ内部で進行する化学反応によって腐食されない材質（ステンレスなど）が加圧される部分に使用される。大きさは数十センチメートル単位のものから、数十メートルに至る大型の装置までさまざまである。

## オートクレーブの利用

### 滅菌処理
医療や生物学実験の分野においてオートクレーブは、通常、高温高圧の飽和水蒸気による滅菌（オートクレーブ滅菌、高圧蒸気滅菌）処理のための装置（高圧蒸気滅菌器）、あるいはその処理のことを指す。これらの分野では、医療器具や薬剤あるいは実験用の試薬などに対して、空中雑菌などのさまざまな微生物が混入し、院内感染や実験の失敗などのさまざまな問題につながることがある。このため、これらの器具や試薬類には必要に応じて適切な滅菌処理を行う必要がある。滅菌にはいくつかの手法が存在するが、オートクレーブはその中でも最も普遍的かつ用途の広い方法の一つである。
微生物の滅菌を行うとき大きな問題になるものに、一部の細菌が形成する芽胞の存在が挙げられる。芽胞はバシラス属やクロストリジウム属などの一部の細菌が生育環境の悪化に伴って形成する耐久型の構造であり、温度や薬剤などによる殺菌に対して極めて高い抵抗性を示す。通常の生物は100 ℃の湯で煮沸するとごく短時間のうちに完全に死滅するが、芽胞は通常の生活環境に存在する生物の中では最も耐熱性が高く、30分間以上煮沸しても生き残り、完全に死滅させることはできない。芽胞の状態にある細菌まで完全に殺す（＝滅菌する）には、より高温での処理が必要となる。
オーブンと同様の原理による乾熱滅菌では、180 ℃·30分以上（または160 ℃·1時間以上）の加熱によって芽胞を完全に殺すことが可能であるが、この方法では水分を含む物体や、培地などのような水溶液そのもの、あるいは高熱に弱いプラスチック類を滅菌することができず、金属やガラス器具だけにしか使えないという欠点がある。これに対して、オートクレーブ滅菌では通常、2気圧の飽和水蒸気によって温度を121 ℃に上昇させ、20分間処理することで、対象物の水分を保持したまま、しかも乾熱滅菌より低い温度、短い時間で滅菌を行うことが可能である。これはオートクレーブが水分存在下での加熱（湿熱）であるため、高温で促進された加水分解反応によって、微生物を構成する生体高分子の分解が促進される分、乾熱よりも効率よく滅菌されるためだと考えられている。
これにより、ほぼ全生物を死滅させることができる。代表的な高耐久生物であるGeobacillus stearothermophilusの芽胞やクマムシも湿熱には弱く、オートクレーブで死滅する。一部の超好熱菌（Methanopyrus kandleriやPyrolobus fumariiなど）は、酸素が十分に入らなければオートクレーブに耐えることができ、条件によっては増殖する可能性もあるが、こちらは常温環境に存在しないため、通常の操作で気にする必要はない。
オートクレーブは水分を保ったまま、比較的低温で滅菌できるという特性を持つため、乾熱滅菌が使えない水分を含む物体や水溶液のほか、ポリプロピレンなど比較的高温に耐える一部のプラスチック製品も含め、極めて広い対象を比較的簡便に滅菌することが可能である。ただし120 ℃以下で変質するような、熱に弱い成分（一部のタンパク質やビタミンなど）を含むものや、熱に弱いプラスチック器具を滅菌することはできない。また、分子生物学分野でのコンタミの原因の一つであるRNaseや、医療上コンタミの原因になる、内毒素であるリポ多糖などは、オートクレーブによって除去することはできず、異常プリオンについても通常のオートクレーブの条件では感染性を失わせることができない。
通常、オートクレーブ滅菌は121 ℃、2気圧（平圧+15ポンド/平方インチ）で20分処理という形で行われるが、一度に大量の培地を滅菌する場合などには、培地内部の温度上昇に時間を要するため、より長時間行う必要がある。また一部の細菌用培地などには115 ℃（約1.7気圧、平圧+10ポンド/平方インチ）で滅菌するものもある。また異常プリオンについては132 ℃1時間によって感染価を1000分の1に減弱させることが可能であり、焼却などの完全な処理が不可能なケースについては、このようなオートクレーブによる減弱化を用いる場合もある。

#### 装置
要は圧力釜である。簡単、少量の処理であれば料理用も利用可能である。
古典的なものは円筒形の缶体を持ち、上端に蓋があり、蓋には排気口、温度計、圧力計を備える。底には排水バルブがある。
底の排水バルブを閉めた状態で、これにまず水を入れ、その上に専用の籠に入れた培地などの試料を入れ、蓋を閉じて固定する。次に上の排気口を開け、加熱していくと、当初は排気口から空気が出てくるが、次第に湯気が噴き出すようになる。そこから内部に水蒸気が充満する頃合いを見計らって排気口を閉じる。その後温度と圧力に注意しながら加熱を続け、時間を見て加熱を止め、内容が十分に冷えた後に取り出す。加熱はガスバーナーによるのが普通であった。
現在では滅菌用オートクレーブ（装置）には電気式の比較的小型のものが用いられており、シーケンサやリレー回路、タイマー等の使用により、温度と時間を指定するだけで上記のような滅菌処理の一連の動作を自動的に実行する製品も普及している。オートクレーブ処理を適正な温度・圧力で行うためには、釜（加圧のための容器部分）の内部が飽和水蒸気で満たされている必要があり、空気が大量に残っていると圧力の上昇が遅くなって滅菌が正しく行われない。このため、加熱初期には釜に取り付けられたバルブが開いた状態で空気を逃がし、90 ℃を超える頃に自動的にバルブが閉じて釜が密閉され、温度と圧力が上がる仕組みになっているものが多い。
なお、理科教育振興法に定められた設備にはオートクレーブも含まれているため、高等学校の理科室（生物室）にはオートクレーブがある。

### 組織抗原の賦活化
病理組織固定にホルマリンを使用する場合、ホルマリンにより蛋白に架橋構造が生じてしまう。免疫組織化学的染色を行う場合、この架橋構造をはずす作業（抗原の賦活化）としてオートクレーブを用いる事がある。

### 化学合成
化学の分野においてオートクレーブは、大気圧以上の圧力に耐えて化学反応を行うことが可能な反応容器で、特にバッチ式で撹拌を可能とする機構を備えているタイプのものを指すことが多い。
撹拌が不可能なバッチ式の耐圧反応容器は封管と呼ばれることもある。オートクレーブが化学反応に用いられるようになったのは19世紀後半になってからである。1860年代に1気圧下では液化不可能であった二酸化炭素が加圧下では液化することが発見され、高圧化学に興味が持たれるようになった時期とだいたい一致する。またこの時期はコルベ・シュミット反応や金属触媒による水素化反応といった、オートクレーブの利用が有効な気体との反応が次々に発見された時期でもあり、急速にオートクレーブの使用が一般化した。

### 水晶の合成
化学合成の中でも工業的に特に重要なのは水晶の合成である。オートクレーブ内に、天然水晶の小片（ラスカ）を下部に入れ、上部に種水晶を吊るし、アルカリ水溶液を満たして密封し、高温高圧（約350 ℃、90 - 145 MPa）に保つ。高温高圧の環境下で原料のラスカはわずかに溶解し飽和状態となる。下部にくらべ上部の温度を低くすることで内部に熱対流が発生し、飽和溶液は熱対流によって温度の低い上部に運び込まれる。上部は過飽和状態となり種水晶表面に水晶が再結晶化し、成長する。成長速度は、1日辺り0.4-0.5ミリメートルの速度で、40日程度から長いもので200日以上を要する。得られた水晶は、宝石として使用されるほか、水晶振動子としてクオーツ式時計に用いられる。

#### 加圧反応のメリット
加圧して反応を行うのには、以下のようなメリットがある。
ある溶媒を用いた反応をその溶媒の1気圧における沸点以上の温度で行いたい場合がある。この時、不活性ガスを用いて圧力をかければ沸点が上昇するので1気圧における沸点よりも高い温度で反応を行うことが可能になる。
気体との反応を行う場合、その反応速度は気体の溶媒中の濃度、すなわち溶解度が高いほど加速される。ヘンリーの法則の通り、気体の溶解度はその圧力が高いほど高くなるので高圧での反応が有利である。また気体を溶解させるには撹拌して気体の泡を溶液に抱きこませる方法が効率的である。そのため、単なる封管よりも撹拌装置を備えたオートクレーブの方が有利となる。
また加圧することによって平衡が生成系へ移動したり、反応が加速されたりすることがある。反応ギブズエネルギーの圧力による偏微分は反応による体積変化であるので、反応により体積が減少するような系では加圧により平衡が生成系側へと移動する。同様に活性化ギブズエネルギーの圧力による偏微分は遷移状態へ移行する際の体積変化であるので、コンパクトな遷移状態をとる必要がある反応、例えば環化反応では加圧により反応が加速される。

#### 複合材料の成型
複合材料の成型行程では炭素繊維やアラミド繊維等に熱硬化性樹脂を含浸して積層後、オートクレーブで加熱して成型する。自動車や航空機のカーボンモノコックやテニスのラケット等のスポーツ用品等に利用される。但し、オートクレーブでの成型には予熱、加熱、除冷時間がかかるため、成型の生産性が従来の高張力鋼、アルミニウム等の金属材料より劣るため、近年では脱オートクレーブ法が徐々に生産現場に導入されつつある。

#### 装置の構成
化学反応に使用されるオートクレーブは耐圧容器であるオートクレーブ本体のほかに、撹拌装置、圧力計、安全弁を備えているのが普通である。（圧力計・安全弁は、ボイラー圧力容器構造規格により備え付けなければならない。）
オートクレーブ本体は、多くの場合高圧と高温に耐える材料で作られている。もっとも良く使用されているのはオーステナイト系ステンレス鋼であるが、行われる反応によっては腐食の問題が生じる。そのような場合には、反応に応じて各種の合金が使われる。例えば高温での水素化反応では水素侵食が起こるため、それに耐性のあるクロムモリブデン鋼が使用される。酸性の反応では耐酸性を持つ材料、例えばハステロイやインコネルの一部が使用される。また、低圧（10気圧程度まで）専用のものとしてガラス製のものもある。これには内容物を視認できるというメリットがある。
撹拌装置はいくつかの形式がある。代表的なものは軸の頭の部分に磁石がついている撹拌羽根をオートクレーブ本体内に備えたもので、外部で磁石の付いたローターを回転させ、それによってオートクレーブ内の撹拌羽根を回転させるというものである。この他に小型のオートクレーブではオートクレーブ本体を固定している台座をクランクにより左右あるいは上下に振盪することによって撹拌効果を得るもの（パールの水素化装置はこれに当たる）や、通常の小型フラスコと同じように磁気撹拌子を入れて撹拌するものもある。
圧力計はブルドン管式圧力計かダイヤフラム式圧力計が使用される。安全弁は、反応の暴走などによって圧力が高まったときに、容器の限界を越えて破裂する前に内容物を外部に放出して圧力を下げるためのものである。安全弁には圧力がある値以上になるとばねで押さえられている弁が押し上げられて内容物が放出されるばね式のものや、かかっている圧力がある値を超えると破れる金属の薄い板を用いた破裂板式のものが使用されている。

## 注意点
- 第一種圧力容器の整備の作業（容器の内部を開放して行う清掃の業務を含む）は、ボイラー整備士でなければ行ってはならない。しかし、実際は医療機器業者が何の資格も持っていない作業員を整備に充てている例が多く、配管も亜鉛メッキ鋼管や重力に反したところにＹ型ストレーナを取り付けているところが多く、行政の指導が望まれるところである。
- 一定以上の大きさを持つオートクレーブは、労働安全衛生法による性能検査を受検しなければならない。（登録性能検査機関：日本ボイラ協会・ボイラ・クレーン安全協会・損保ジャパンで実施している。）
- 「滅菌器の運転中に、ふた板支持レールを固定するボルトが破断し、ふた板が脱落して爆発」（死傷者なし）する等の事故が発生する[2]などの事故もあるので、性能検査が必要で無いオートクレーブなども定期自主検査の実施が必要である。
- 「コンクリート養生用圧力容器の中にコンクリート製の電柱を入れ、内部を約1 MPa、約180 ℃まで上昇させる途中で該当圧力容器のふた（固定用リングで固定する形式のもの）が外れ、蒸気が吹出し、その反動で当該圧力容器本体が飛び出して40数m離れた建屋2階に激突した。」（重体2名、軽傷5名）等の死傷事故も発生している[3]。
- オートクレーブの取り扱いには十分な知識が必要。作業主任者の指示に従い、作業を行うようにする。
- オートクレーブの分解・整備・清掃を行うに当たっては、十分冷やした後内部圧力などに注意しながら開放しなければならない。

## 作業主任者の選任
オートクレーブは労働安全衛生法に定める第一種圧力容器に該当するため、内容積の大きさが5 m3以上となる場合、普通第一種圧力容器取扱作業主任者・化学設備第一種圧力容器取扱作業主任者・ボイラー技士の資格を有する者の中から作業主任者を選任しなければならない。

## 作業主任者の責務
作業主任者は、以下の内容について管理しなければならない。
- 取り扱う機械およびその安全装置を点検すること
- 取り扱う機械およびその安全装置に異常を認めた場合は、直ちに必要な措置をとること
- 作業中の器具、工具、保護具等の使用状況を監視すること

実際には、
- 最高使用圧力を超えて圧力を上昇させない
- 安全弁の保持
- 作業方法・内容物の変更時に作業員へ作業方法の指示・周知並びに直接指揮
- 圧力容器の温度・圧力等を随時記録し、異常発生時には適切な処置を行うこと
- ふた・締付装置などの保持
- 圧力容器の運転を引継ぐ時には、運転状況等を確実に引継ぐこと
- 圧力容器に異常を認める場合には、直ちに適切な処置を行い事故防止に努めること

などがあげられる。